# Rod Brasfield
Rod Brasfield (22 de agosto de 1910– 12 de septiembre de 1958) fue un humorista estadounidense, conocido por su participación en el programa Grand Ole Opry desde 1947 hasta su muerte en 1958. En el año 1987 fue incluido en el Museo y Salón de la Fama del Country.

## Biografía
Su nombre completo era Rodney Leon Brasfield, y nació en Smithville, Misisipi (Estados Unidos). Empezó su carrera a finales de los años 1920 con la compañía de repertorio Bisbee's Dramatic Shows, sirviendo de compañero de número a su hermano mayor, el actor y humorista Boob Brasfield. 
Brasfield fue reclutado por George D. Hay para actuar en el Grand Ole Opry en 1944. Con su característico traje holgado, su descuidado sombrero y su cara de goma, hacía reír al público antes de decir una sola palabra. Pronto fue el cómico principal de The Prince Albert Show, la emisión de Opry por NBC Red Network, presentado por Red Foley. Brasfield asumía el papel de un desgraciado, burlándose a menudo de la vida en el campo.
En el año 1948 formó un dúo cómico con Minnie Pearl, , siendo emitidos algunos de sus números en el programa Opry en directo por la cadena televisiva American Broadcasting Company entre 1955 y 1956.En sus actuaciones, Brasfield a veces hacía ventriloquía con un muñeco llamado Bocephus, nombre por el cual Hank Williams apodaba a su hijo pequeño, Hank Williams Jr.. Otra artista con la cual colaboró Brasfield a lo largo de su carrera fue June Carter.
Brasfield actuó en 1956 con Elvis Presley en el Atlanta's Fox Theatre. En la película Un rostro en la multitud (1957) trabajó junto a Andy Griffith, y al siguiente año actuó también en la cinta Country Music Holiday. 
Sin embargo, en el año 1958 Rod Brasfield falleció en Martin, Tennessee, por un fallo cardíaco derivado de problemas de salud originados por su alcoholismo. Tenía 48 años de edad. Fue enterrado en Smithville. En 1931 se había casado con Eleanor Humphrey, una profesora de Hohenwald, Tennessee.

## Filmografía
- 1957 : Un rostro en la multitud
- 1958 : Country Music Holiday